# Heppiella viscida
Heppiella viscida är en tvåhjärtbladig växtart som först beskrevs av John Lindley och Joseph Paxton, och fick sitt nu gällande namn av Karl Fritsch. Heppiella viscida ingår i släktet Heppiella och familjen Gesneriaceae. Inga underarter finns listade i Catalogue of Life.